# Appèlkerk
De Appèlkerk is een voormalig kerkgebouw aan de Appelweg in de Nederlandse stad Amersfoort. 

## Geschiedenis
Het gebouw is ontworpen door architect Gijs van Hoogevest in de stijl van de Amsterdamse School en gebouwd in 1927 voor de Gereformeerde Kerk in Hersteld Verband. In 1958 is het in gebruik genomen door de Vrije Evangelische Gemeente. De Appelweg lag van eind 19e eeuw tot 1978 aan de achterzijde van de Juliana van Stolbergkazerne. In die periode werd de weg in de volksmond ook wel de Appèlweg genoemd, hieraan dankt de Appèlkerk haar naam. Sinds 2015 is het niet meer als kerkgebouw in gebruik.

## Gereformeerde Kerk in Hersteld Verband
De Gereformeerde Kerken in Hersteld Verband ontstonden in 1926 door afsplitsing van de Gereformeerde Kerken in Nederland. Dit was het gevolg van een conflict tussen Johannes Geelkerken (predikant in Amsterdam) en de Gereformeerde Synode over de vraag of de slang in het paradijs daadwerkelijk gesproken heeft. Geelkerken legde in 1927 de eerste steen voor een kerk aan de Appelweg in Amersfoort. De kerk stond in de volksmond ook wel bekend als het Gele Kerkje en als het Slangenkerkje. In 1946 voegden de Gereformeerde Kerken in Hersteld Verband zich bij de Nederlands Hervormde Kerk. 

## Vrije Evangelische Gemeente
Vanaf de jaren dertig van de twintigste eeuw waren kwamen Vrije Evangelischen bijeen op verschillende locaties in Amersfoort. In 1953 stichtten zij een gemeente, vanaf 1958 gebruikte de gemeente voor haar bijeenkomsten het kerkgebouw aan de Appelweg en zij kocht het in 1962. In 2014 is de gemeente opgeheven en daarna is het gebouw in particulier bezit gekomen.
Lijst van kerkgebouwen in Amersfoort